# Уяздув (Володавський повіт)
Уяздув (пол. Ujazdów) — село в Польщі, у гміні Ганськ Володавського повіту Люблінського воєводства. Населення — 172 особи (2011).

## Історія
За даними етнографічної експедиції 1869—1870 років під керівництвом Павла Чубинського, у селі переважно проживали римо-католики, меншою мірою — греко-католики, які розмовляли українською мовою.
У 1975—1998 роках село належало до Холмського воєводства.

## Демографія
Демографічна структура станом на 31 березня 2011 року:
|          | Загалом | Допрацездатний вік | Працездатний вік | Постпрацездатний вік |
| -------- | ------- | ------------------ | ---------------- | -------------------- |
| Чоловіки | 88      | 26                 | 56               | 6                    |
| Жінки    | 84      | 18                 | 47               | 19                   |
| Разом    | 172     | 44                 | 103              | 25                   |